# 许艺娜
许艺娜（1989年4月20日—），英文名Nana，朝鲜族，中國內地新人歌手，畢業於中央民族大学。2012年山东衛視“天籁之声”全國总冠军，比賽結束後簽約美梦成真，成为齐秦、辛晓琪等的师妹，2012年12月代表山东卫视参加央视直通春晚获得全国年度亚军，当年并参加《央视春节晚会》。

## 个人经历
2010年 获得CCTV-1《青歌赛》流行组优秀歌手奖；
2011年 参加云南卫视《音乐现场》—寻找狼的声音从全国2万人中脱颖而出，获得全国10强；
2012年 参加山东卫视《天籁之声》从全国13万人中脱颖而出，获得全国年度总冠军；同年11月底，代表山东卫视《天籁之声》节目组参加CCTV-3《直通春晚》，一路过关斩将最终打败全国12家节目共36组选手获得全国年度亚军；
2013年 登上中央电视台《央视春晚》表演。；随后参加广东卫视、山东卫视、吉林卫视等多家卫星频道举办的地方春晚；并参加湖南卫视《我是歌手》当辛晓琪的伴唱。同年获得琼瑶赏识，演唱电视剧《花非花雾非雾》插曲《雾里的小花》、片尾曲《枯叶蝶》 。同年5月发行个人首张EP专辑《想要爱》，并奔赴台湾宣传。

## 音乐作品

### 专辑/EP
| 專輯   | 專輯資料                                                             | 曲目 |
| ------ | -------------------------------------------------------------------- | --- |
| 第一张 | 《想要爱》 - 发行公司：美梦成真 - 發行日期：2013-5-3 - 曲目数量：5首 | 曲目 1. 想要爱【MV】 2. 等你一句话【MV】 3. 我和你一首歌 4. 枯叶蝶（《花非花雾非雾》片尾曲） 5. 我是一只小小鸟【MV】 |

### 单曲
未收录在其专辑里的单曲
| 發行日期   | 歌曲名稱                       | 所屬專輯、备注                             |
| ---------- | ------------------------------ | ------------------------------------------ |
| 2012-07-12 | 李佳璐《春天的雨》             | 为歌手李佳璐创作的单曲，收录在李佳璐专辑中 |
| 2012-08-01 | 《听见梦想》（有MV）           | 2012天籁之声全国12强合唱                   |
| 2013-08-12 | 《我和你的一首歌》（VS刘文杰） |                                            |
| 2013-11-23 | 《拥抱爱》（有MV）             |                                            |
| 2013-11-23 | 《雾里的小花》                 | 收录在《花非花雾非雾》原声大碟中           |
| 2013-12-01 | 《说你爱我》（VS张睿）         | 收录在张睿专辑《张睿同名专辑》中           |

## 微电影
| 年份 | 电影名稱       | 角色 | 导演 | 合作艺人     |
| ---- | -------------- | ---- | ---- | ------------ |
| 2014 | 《爱情的时态》 | NANA | —    | 张睿、莫龙丹 |

## 综艺节目
1. 山东卫视《天下父母》《调查》《歌声传奇》
2. 北京卫视《全景对话》《最佳现场》
3. 旅游卫视《美丽俏佳人》《音乐心旅程》
4. 央视《是真的吗》《音为有你》《谁是球王》《心连心》《国际情歌大汇》《新春歌会》《最佳减肥王》《开门大吉》《直通春晚》《综艺盛典》《一起音乐吧》
5. 四川卫视《中国爱大歌会》
6. 广西卫视《挑战名人墙》
7. 广西综艺频道《快乐星挑战》
8. 台湾东森综合台《综艺大热门》
9. 黑龙江卫视《爱笑大本营》
10. 湖南卫视《我是歌手》（第一季辛晓琪伴唱）
11. 东南卫视《好好学习吧》
12. 浙江卫视《中国梦想秀》
13. 云南卫视《音乐现场》
14. 爱奇艺《这样唱好美》

## 大型活动
1. 2013年2月10日 北京 参加央视蛇年《春节联欢晚会》直播，担任表演嘉宾
2. 2013年2月15日 北京 参加央视《新春歌会》 演唱《想你的365天》
3. 2013年2月18日 广东广州 参加广东卫视《春节联欢晚会》
4. 2013年2月20日 北京 参加央视音乐频道《新民歌演唱会》
5. 2013年3月3日 山东济南 录制山东卫视《天下父母》
6. 2013年5月10日 北京 出席央视《大学生电影节闭幕式》
7. 2013年5月22日 北京 央视《一起音乐吧》录影
8. 2013年6月10日 广东深圳 参加《歌者归来》全国巡演深圳站
9. 2013年7月20日 北京 参加《歌者归来》全国巡演北京站
10. 2013年8月8日 上海 参加《歌者归来》全国巡演上海站
11. 2013年8月12日 北京 录制央视《国际情歌大汇》演唱会
12. 2013年8月20日 安徽合肥 参加《歌者归来》全国巡演合肥站
13. 2013年8月22日 山西太原 参加《歌者归来》全国巡演太原站
14. 2013年8月24日 山西运城 参加《歌者归来》全国巡演运城站
15. 2013年8月28日 江苏常州 参加《歌者归来》全国巡演常州站
16. 2013年9月6日 北京 录制央视音乐频道《中秋晚会》
17. 2013年9月10日 辽宁沈阳 参加《歌者归来》全国巡演沈阳站
18. 2013年11月2日 北京 央视《一起音乐吧》录影
19. 2013年11月29日 浙江杭州 《歌者归来》全国巡演-杭州站
20. 2013年11月28日 北京 央四《中国梦中华情》演唱会
21. 2013年12月1日 北京 cctv1十大人物颁奖典礼表演嘉宾
22. 2014年1月9日 北京 北京卫视《BTV环球春晚》
23. 2014年1月14日 北京 北京卫视“2013中国时尚大典”
24. 2014年1月23日 辽宁鞍山 鞍山电视台《鞍山2014年春晚》

## 演艺行程

### 2014年
1. 2014年1月2日 天津 天津企业年会
2. 2014年1月6日 甘肃兰州 兰州商演
3. 2014年1月8日 广东惠州 惠州商演
4. 2014年1月9日 北京 北京卫视《BTV环球春晚》
5. 2014年1月11日 天津 天津商演
6. 2014年1月14日 北京 北京卫视“2013中国时尚大典”直播
7. 2014年1月19日 四川眉山 商演
8. 2014年1月23日 辽宁鞍山 鞍山电视台《鞍山市春晚》
9. 2014年2月1日—03月1日，录制新专辑
10. 2014年3月15日 广西南宁 录制广西综艺频道《快乐星挑战》节目
11. 2014年3月22日 安徽六安 海亮官邸楼盘商演
12. 2014年3月26日 云南昆明 录制云南卫视《音乐现场》

### 2013年
1. 2013年2月10日 北京 参加央视蛇年《春节联欢晚会》直播，担任表演嘉宾
2. 2013年2月15日 北京 参加央视《新春歌会》 演唱《想你的365天》
3. 2013年2月18日 广东广州 参加广东卫视《春节联欢晚会》
4. 2013年2月20日 北京 参加央视音乐频道《新民歌演唱会》
5. 2013年3月3日 山东济南 录制山东卫视《天下父母》
6. 2013年3月6日 北京 录制北京卫视《全景对话》
7. 2013年3月12日 北京 录制北京卫视《最佳现场》
8. 2013年05日04日 山东济南 录制山东卫视《调查》
9. 2013年5月10日 北京 出席央视《大学生电影节闭幕式》
10. 2013年5月17日 山东济南 录制山东卫视《歌声传奇》林志炫专场
11. 2013年5月22日 北京 录制旅游卫视《美丽俏佳人》
12. 2013年5月25日 北京 录制央视《是真的吗》
13. 2013年5月24日 山东济南 录制山东卫视《歌声传奇》赵传专场
14. 2013年6月10日 广东深圳 参加《歌者归来》全国巡演深圳站
15. 2013年6月18日 浙江杭州 浙江卫视《中国梦想秀》录制
16. 2013年6月28日 四川成都 录制四川卫视《中国爱大歌会》
17. 2013年7月6日 北京 录制央视《音为有你》
18. 2013年7月13日 黑龙江哈尔滨 录制黑龙江卫视《挑战名人墙》
19. 2013年7月15日 北京 录制央视《谁是球王》 演唱《海阔天空》
20. 2013年7月18日 北京 录制央视《心连心》 演唱《相亲相爱》
21. 2013年7月20日 北京 参加《歌者归来》全国巡演北京站
22. 2013年8月8日 上海 参加《歌者归来》全国巡演上海站
23. 2013年8月12日 北京 录制央视《国际情歌大汇》
24. 2013年8月17日 北京 录制央视《最佳减肥王》
25. 2013年8月20日 安徽合肥 参加《歌者归来》全国巡演合肥站
26. 2013年8月22日 山西太原 参加《歌者归来》全国巡演太原站
27. 2013年8月24日 山西运城 参加《歌者归来》全国巡演运城站
28. 2013年8月28日 江苏常州 参加《歌者归来》全国巡演常州站
29. 2013年8月31日 北京 第二次录制北京卫视《最佳现场》
30. 2013年9月6日 北京 录制央视音乐频道《中秋晚会》
31. 2013年9月10日 辽宁沈阳 参加《歌者归来》全国巡演沈阳站
32. 2013年9月15日 四川成都 第二次录制四川卫视《中国爱大歌会》
33. 2013年10月1日-09日 台湾台北 录制台湾东森综合台《综艺大热门》
34. 2013年10月10日 北京 央视3套《开门大吉》录影
35. 2013年10月13日 河南郑州 郑州万达商演
36. 2013年10月19日 浙江诸暨  ＜花雾＞原声带签售
37. 2013年10月20日 河南南阳 南阳商演
38. 2013年10月21日 浙江杭州 浙江商演
39. 2013年10月25日 北京 移动音乐榜单访
40. 2013年11月5日 北京 搜狐访谈
41. 2013年11月6日 北京 56视频访谈
42. 2013年11月11日 北京 酷我音乐访谈
43. 2013年11月16日 北京 央视-3《直通春晚》嘉宾
44. 2013年11月19日 北京 央视《综艺盛典》嘉宾
45. 2013年11月20日 北京 东方风行《心动女人帮》录影
46. 2013年11月21日 上海 京东校园之星嘉宾
47. 2013年11月23日 浙江绍兴 绍兴商演
48. 2013年11月24日 甘肃兰州 兰州商演
49. 2013年11月25日 北京 黑龙江卫视《爱笑大本营》录影
50. 2013年11月27日 北京 新锐杂志红毯
51. 2013年11月28日 北京 央四《中国梦中华情》
52. 2013年11月29日 浙江杭州 《歌者归来》全国巡演-杭州站
53. 2013年12月1日 北京 cctv1十大人物颁奖典礼表演嘉宾
54. 2013年12月2日 北京 中国电视报采访
55. 2013年12月5日 广东广州 广州《京东校园之星》评委嘉宾
56. 2013年12月7日 福建厦门 厦门商演
57. 2013年12月14日 山东潍坊 《想要爱》专辑签售
58. 2013年12月16-20日 电视剧拍摄客串
59. 2013年12月24日 上海 上海商演
60. 2013年12月25日 北京 央一《慈善之夜》